# 劉汝謩
劉汝謩（1739年—1788年），字賡虞，一字潔士，號古三。江蘇常州陽湖縣（今屬常州市）人，劉於義之曾孫，劉寅賓之子，劉嗣富之父，武進西營劉氏第十五世。清朝翰林，學者，政治人物，詩人，詞人。

## 歷任
- 乾隆三十九年（1774年）甲午舉人。
- 乾隆四十五年（1780年）庚子恩科二甲第二十九名進士出身，點翰林院庶吉士。
- 四十六年（1781年）：散館，授翰林院編修。充四庫館修纂、三通館修纂兼校對官。
- 大考，奉旨記名應陞。
- 五十年（1785年）：敕授儒林郎。例晉奉直大夫，有敕命一道。

## 著作
- 《寄春吟》一卷

## 家庭及關聯
- 祖父：劉復（1676年－1737年），雍正二年進士。
- 父：劉寅賓（1713年－1785年），乾隆九年舉人。

### 妻妾
- 正室：王氏，贈安人。乾隆九年舉人湖北潛江知縣常熟王湘之女。
- 繼室：邵氏，贈安人。常熟貢生邵枏之女。
- 繼室：顧氏。無錫貢生顧貞明之女。

### 子女
皆正室王氏所生。
- 子：劉嗣富，監生考授同知。

- 女，字浙江海寧候選州同知查有培，未嫁卒。